# Постановка мети
Цілепокла́дення, постано́вка мети́ містить у собі встановлення чітких, вимірюваних та часо-спрямованих цілей. Постановка мети відрізняється як основна складова частина літератури з персонального розвитку. Цілі, які сприймаються як реалістичні, є ефективнішими для зміни поведінки.
Постановка мети вважається ефективним інструментом для просування вперед. На особистому рівні постановка цілей це процес, який дозволяє людям визначати, а потім працювати в напрямку своїх власних цілей. Часто це фінансові або кар'єрно орієнтовані цілі.
«Цілі дають відчуття напрямку і призначення» (Голдстейн, 1994, п. 96). «Постановка мети дістає вигоду з можливостей людського мозку: наші мізки — це машини для вирішення проблем та досягнення цілей».

## Загальне уявлення
Цілі, які є чіткими та які тяжко досягнути призводять до збільшення продуктивності більш ніж інші цілі. Мета може стати чіткішою за допомоги методу кількісного вираження або перерахунку(має бути вимірна(англ. measurable)), така як «збільшення продуктивності на 50%»; або за допомоги визначення завдань, які мають бути виконані.
Постановка цілей впливає на результати чотирма шляхами:
- Вибір: цілі звужують увагу і спрямовують зусилля на дії, які пов'язані з цими цілями і відводять увагу від інших непотрібних дій.
- Зусилля: цілі можуть призвести до більших зусиль; наприклад, якщо людина створює 4 деталі за годину і має за мету створювати 6 деталей, вона почне працювати більш інтенсивно, щоб досягнути своєї мети.
- Наполегливість: Індивід стає більш схильним працювати і не зважати на невдачі, якщо він переслідує чітку мету.
- Пізнання: цілі можуть призвести до того, що індивід розробить пізнавальні стратегії, щоб змінити їхню поведінку.

## Постановка мети в бізнесі
В бізнесі постановка мети дає переваги при заохоченні учасників в прикладенні значних зусиль, тому що для кожного учасника визначені очікування, і дає мало простору для невідповідних зусиль, які будуть непомічені.
Менеджери не можуть увесь час підтримувати мотивацію і контролювати роботу працівника. Отже цілі є важливим інструментом для керівників, так як цілі мають здатність виконувати само-регулюючий механізм, який дає працівнику певну кількість керівництва. Шалей, (1995) та Лок і Латам (2002) виробили чотири механізми, через які постановка мети може впливати на індивідуальну продуктивність:
- Цілі фокусують увагу в напрямку зв'язаних з цілями дій і подалі від дій, які не пов'язані з метою.
- Цілі слугують, як енерджайзер. Вищі цілі спонукають до прикладення більших зусиль, нижчі цілі — до менших.
- Цілі впливають на наполегливість.
- Цілі вмикають пізнавальні знання і стратегії, які дають змогу працівникам впоратися з ситуацією за мить.

## Зв'язок ціль-продуктивність
Лок досліджував вплив постановки мети на поведінку та визначив, що 90% лабораторних та польових досліджень, які включали чіткі та кидаючі виклик (англ. challenging) цілі призводили до підвищення продуктивності. І навпаки легкі цілі або відсутність цілей не давали підвищення продуктивності.
В той час, коли деякі менеджери вірять, що достатньо змушувати працівників старатися на повну силу, Лок та Латам мають чітку точку зору, яка спростовує це. Автори заявляють, що люди, яким сказали старатися на повну силу не будуть старатися. Щоб отримати деяку специфічну поведінку інших важливо щоб ця людина точно знала що від неї очікують. Таким чином, мета є життєво-важливою, тому що вона допомагає індивіду сфокусувати свої зусилля в певному напрямку. Іншими словами, цілі спрямовують певними каналами поведінку. Проте, коли цілі формуються на рівні керівництва, а потім залишаються на працівника, його мотивація в досягненні цих цілей дуже низька. Щоб підвищити мотивацію потрібно не тільки дозволити працівникам брати участь у постановці цілей, але й ці цілі мають кидати виклик(англ. challenging).

## Регулятори (англ.Moderators)
Через розуміння ефекту впливу постановки мети на продуктивність індивіда організації можуть покращувати свою продуктивність. Лок та Латам (англ. Locke and Latham) зазначили три регулятори вказують на успіх при постановці мети:

### Прихильність до мети
Люди працюють краще коли за ними закріплені певні цілі, які їм потрібно досягти. Закріплення цілі залежить від:
- Важливість очікуваних результатів від досягнення мети;
- Самоефективність (англ. self-efficacy) — віра людини в те, що вона може досягти цілей;
- Обов'язки перед іншими — обіцянки та обов'язки перед іншими можуть значно покращити приверженість.

### Віддача
Потрібно вести облік продуктивності, щоб дати змогу працівникам бачити наскільки ефективними вони є у досягненні поставлених перед ними завдань (цілей). Без належних каналів віддачі неможливо адаптувати або коригувати необхідну поведінку.

### Складність завдань
Складніші цілі вимагають більш пізнавальних стратегій та добре розвинених умінь. Чим складніші завдання, тим менша група людей оволодіє необхідними вміннями і стратегіями. У зв'язку з цим, з точки зору організаційної перспективи успішно досягнути складніших цілей так як ресурси стають дефіцитнішими.

### Мотивація робітників
Чим більше мотивованих працівників, тим більше вони зацікавлені в прийнятті цілей.
Ці фактори завжди знаходяться у зв'язці один з іншим. Наприклад, зайнятість працівників в постановці цілей позитивно впливає на очікувані результати цих цілей. Віддача необхідна для спостереження за чиїмось прогресом. Коли на це не звертають уваги, працівник може подумати що він не прогресує в досягненні цілей. Це може знизити самоефективність і таким чином пошкодити результатам продуктивності в довгостроковій перспективі.